# Octarrhena cucullifera
Octarrhena cucullifera är en orkidéart som beskrevs av Johannes Jacobus Smith. Octarrhena cucullifera ingår i släktet Octarrhena och familjen orkidéer. Inga underarter finns listade i Catalogue of Life.